# Тесленко Ольга Олександрівна
Тесленко Ольга (нар. 23 травня 1981, Кіровоград, Українська РСР) — українська гімнастка. Брала участь у змаганнях в командному заліку, абсолютному заліку і 2 окремих вправах на Літніх Олімпійських іграх 1996 і в командному заліку, абсолютному заліку і 3 окремих вправах на Літніх Олімпійських іграх 2000.